# Stazione di Gizzeria Lido
Stazione di Gizzeria Lido vasútállomás Olaszországban, Gizzeria településen.

## Vasútvonalak
Az állomást az alábbi vasútvonalak érintik:
- Battipaglia–Reggio di Calabria-vasútvonal

## Kapcsolódó állomások
A vasútállomáshoz az alábbi állomások vannak a legközelebb:
- Stazione di Falerna
- Stazione di Lamezia Terme Centrale